# 遠阪トンネル
遠阪トンネル（とおさかトンネル）は、兵庫県の丹波市と朝来市の間にある、兵庫県道路公社が管理・運営している有料道路である。2.6km(2,585m)がトンネル、道路延長は4.7kmとなっている。

## 概要
県道山東柏原線のうち、丹波地方と但馬地方の境となる氷上郡青垣町遠阪（現丹波市青垣町遠阪）から朝来郡山東町柴（現朝来市山東町柴）にかけての遠阪峠は、急勾配でヘアピンカーブが多く、特に冬期は積雪や路面凍結が多いため、交通の難所となっていたことから、これをトンネルによりバイパスすることが計画された。
構造は2012年12月2日天井板の落下事故が起きた笹子トンネルと同様のつり下げ式天井トンネルになっていたが、この事故を受け、2014年5～6月に天井板を撤去、新たに換気のためのジェットファンが設置された。
2006年（平成18年）、北近畿豊岡自動車道と接続した際に安全上の観点から遠阪トンネル有料道路も自動車専用道路とする必要があったことから、7月12日以前は利用可能であった小型自動二輪車（原付二種）は通行禁止となった（迂回路は遠阪峠）。同時に、国道427号の指定が外され、自動車専用道路の国道483号となっている。また、北近畿豊岡自動車道との一体化に伴い、それまで設計速度が60km/hであったものを、北近畿豊岡自動車道と同じ80km/hに改築する事業が2003（平成15）年度から実施された。
北近畿豊岡自動車道は無料であるが、遠阪トンネルのみ有料となっている。料金所は朝来市側の山東ICの付近にある。
従来は現金および回数券のみ利用可能であったが、氷上IC-和田山JCT・ICの開通に合わせてETCカードが利用可能となった。また、ETCレーンが建設され、ノンストップ化が実現されている。なお、その他のクレジットカードは利用できない。

## 歴史
- 1973年（昭和48年） : 着工。
- 1977年（昭和52年）5月27日 : 開通。
- 1982年（昭和57年）10月29日 : 県道西脇和田山線とともに国道427号に指定される。
- 1993年（平成5年）4月1日 : 国道483号（国道427号との重複区間）に指定される。
- 2006年（平成18年）7月22日 : のじぎく兵庫国体に合わせて、氷上IC-和田山JCT・ICが開通し、北近畿豊岡自動車道と一体化された。

## 料金
普通車 : 320円
中型車 : 370円
大型車 : 520円
特大車 : 890円
軽自動車等 : 210円

当初、2007年（平成19年）5月25日に無料開放の予定であったが、交通量が見込みよりも大幅に少なく、事業費の償還が行えていなかった事から、2003年（平成15年）8月6日、徴収期間を延長するとともに、交通量の増加が見込める北近畿豊岡自動車道との一体化と同時に料金が値下された。遠阪トンネル等関連施設の老朽化等に伴う大規模修繕・更新の財源確保のため料金徴収期間を延長する案が有識者会議にて議論され、徴収期間満了は2041年（令和23年）3月31日の予定。

## 周辺情報
丹波市
- 高源寺
- 丹波少年自然の家（2024年3月末で閉鎖、新施設に再整備）
- パラグライダー・スクール

朝来市
- ヒメハナ公園
- よふど温泉
- 楽音寺